# Andrônico Euforbeno
Andrônico Comneno Euforbeno (em grego medieval: Ἀνδρόνικος Κομνηνός Εὐφορβηνός; romaniz.: Andrónikos Komnenós Eúpphorbenós; fl. 1105/8–1163) foi um aristocrata bizantino e comandante militar, que serviu como governador da Cilícia em 1162--1163.

## Vida
Andrônico era o segundo filho de Nicéforo Euforbeno Catacalo e da princesa porfirogênita Maria Comnena, filha do imperador Aleixo I (r. 1081–1118). Provavelmente nasceu por volta de 1105/1108, mas sua vida é quase toda obscura; não se sabe se se casou ou teve filhos. Em fevereiro de 1147, junto com seu irmão mais velho Aleixo, participou de um sínodo da igreja no Palácio de Blaquerna, que depôs o patriarca Cosme II (r. 1146–1147).
Andrônico seguiu uma carreira militar, mas o único cargo que sabe que ocupou foi o de duque (governador militar regional) da Cilícia, que ocupou em 1162-1163. Na Cilícia, foi confrontado pelo senhor armênio local, Teodoro II (r. 1144/5–1169), que pretendia reafirmar a independência da região do domínio bizantino. Após a campanha cilícia do imperador Manuel I (r. 1143–1180) em 1158, Teodoro reconheceu a suserania imperial. Enquanto os bizantinos estabeleceram seu controle sobre a planície cilícia, Teodoro permaneceu livre e no controle de suas próprias forças militares e do interior montanhoso, como vassalo nominal. Em 1162, o meio-irmão de Teodoro, Estêvão, foi encontrado assassinado fora dos muros de Tarso, após ser convidado por Euforbeno para um banquete na cidade no dia anterior. Embora Estêvão fosse um rival, isso forneceu a Teodoro um pretexto adequado para atacar as propriedades bizantinas na área, embora Euforbeno negasse veementemente qualquer envolvimento na ação. Euforbeno foi incapaz de parar o príncipe armênio, que capturou as fortalezas de Mamistra, Anazarbo e Vaca e massacrou suas guarnições. No interesse da unidade contra os muçulmanos, o rei Amalrico I de Jerusalém (r. 1163–1174) mediou entre Teodoro e os bizantinos, levando Euforbeno a ser chamado de volta e substituído por Constantino Calamano. Seu destino subsequente é desconhecido.